# 刁作謙
刁 作謙（ちょう さくけん）は、中華民国の外交官・ジャーナリスト。字は成章。弟に外交官僚、学者の刁敏謙。

## 事績
10歳の時に、父に従いホノルルに移る。中学卒業後に帰国し、上海の私立聖ヨハネ学院で学んだ。同大学を卒業後、イギリスに留学してケンブリッジ大学で学び、文学士、法学博士の学位を取得、同国で弁護士となる。1908年、文学修士の学位も取得して中国留学生監督秘書となり、翌年には監督となった。
1910年（宣統2年）に帰国し、留学生試験を受けて進士・翰林院編輯となる。辛亥革命勃発前後には、『北京日報』英語版の主筆を務めた。1912年（民国元年）、北京政府で外交部秘書、大総統秘書を務め、後に駐英公使館参賛となる。1914年（民国3年）、ロンドン総領事事務を兼任した。
1916年（民国5年）に帰国して外交部幇弁秘書となり、翌年には国務院秘書幇弁を兼任した。以後、外交部で各職を歴任し、外交部情報局局長代理にまで昇進した。1920年（民国9年）2月、公立北京清華学校監督に任ぜられ、9月には外交部参事兼和約討論会秘書長となっている。
1921年（民国10年）8月、駐キューバ公使に任ぜられ、10月、ワシントン会議中国代表団秘書長を兼任した。翌年1月、駐パナマ特命全権公使も兼任する。1926年（民国15年）に帰国し、その翌年に安国軍外交討論委員会委員、天津イギリス租界回収委員会委員、外交部条約修訂委員会委員を務めた。
国民政府においても、北京税務学校教授、外交部条約委員会顧問を務めた。1929年（民国18年）から1931年（民国20年）まで北平新聞社社長となっている。1933年（民国22年）、外交部簡任秘書となり、同年9月、シンガポール総領事署理として派遣された。1935年10月、正式に総領事（公使待遇）に昇進し、マレー半島の各領事館を監督・指揮している。翌1936年（民国25年）に召還されて外交部両広特派員となり、1943年（民国32年）7月まで務めた。1974年、死去。享年95。スポーツを愛好し、テニス・サッカー・ゴルフの名手であったという。

## 注
1. ↑  『最新支那要人伝』116頁。